# زمان مجارستان
زمان مجارستان ساعت و زمان رسمی کشور. مجارستان است. زمان مجارستان هماهنگ با زمان اروپای مرکزی (CET) است که یک ساعت از ساعت هماهنگ جهانی (UTC) جلوتر است. مجارستان از ساعت تابستانی (DST) پیروی می‌کند.

## صرفه‌جویی تابستانه
وقت تابستانی در مجارستان ابتدا در سال ۱۹۱۶ میلادی معرفی شد و تا سال ۱۹۱۹ استفاده می‌شد. پس از آن DST بین ۱۹۴۱–۱۹۴۹ و ۱۹۵۴-۱۹۵۷ مورد استفاده قرار گرفت. DST از سال ۱۹۸۰ دوباره مورد استفاده قرار گرفته است.